# Hubert Matynia
Hubert Matynia (ur. 4 listopada 1995 we Wrześni) – polski piłkarz, występujący na pozycji obrońcy.

## Kariera klubowa
Matynia jest wychowankiem Salosu Szczecin, gdzie przez sześć lat trenował piłkę ręczną, zanim ostatecznie zdecydował się grać w nożną. Od początku 2014 roku jest związany z Pogonią Szczecin. Początkowo piłkarz występował w rezerwach, oraz drużynie młodzieżowej, z którą zdobył brązowy medal Centralnej Ligi Juniorów. Już po pół roku Matynia został włączony do kadry pierwszej drużyny. Szansa na debiut w Ekstraklasie pojawiła się po sprzedaży przez Pogoń Mateusza Lewandowskiego, w rezultacie czego ówczesny trener Pogoni Dariusz Wdowczyk był zmuszony postawić na niedoświadczonego obrońcę. Ostatecznie do debiutu doszło 22 sierpnia 2014(dts) w meczu przeciw Wiśle Kraków, a łącznie w swojej pierwszej seniorskiej rundzie Matynia zaliczył 13 występów (w tym 11 w Ekstraklasie i 2 w Pucharze Polski). Po udanym okresie, pod koniec tego samego sezonu Matynia doznał ciężkiego urazu, wymuszającego roczną przerwę w występach.
W latach 2022–2023 grał w Miedzi Legnica. 28 czerwca 2023 związał się dwuletnią umową z Zagłębiem Sosnowiec, która została rozwiązana za porozumieniem stron w dniu 4 lipca 2024 roku. 10 września tego samego roku stał się zawodnikiem drugoligowej Olimpii Elbląg.

## Kariera reprezentacyjna
Matynia przed kontuzją dwukrotnie wystąpił w Reprezentacji Polski do lat 20. Już po wyleczeniu urazu dwukrotnie był powoływany na spotkania Reprezentacji Polski U-21, jednak nie zagrał w niej ani minuty.
5 listopada 2018(dts) roku selekcjoner reprezentacji Polski Jerzy Brzęczek ogłosił kadrę na towarzyskie spotkanie z Czechami oraz mecz Ligi Narodów z Portugalią. Wśród powołanych znalazł się Matynia, ale nie zagrał w tych meczach ani minuty.

## Statystyki kariery klubowej
Aktualne na 14 stycznia 2022 r.
| Klub               | Sezon              | Liga               | Liga  | Liga   | Puchar kraju | Puchar kraju | Suma  | Suma   |
| Klub               | Sezon              | Liga               | Mecze | Bramki | Mecze        | Bramki       | Mecze | Bramki |
| ------------------ | ------------------ | ------------------ | ----- | ------ | ------------ | ------------ | ----- | ------ |
| Pogoń Szczecin     | 2014/2015          | Ekstraklasa        | 23    | 0      | 2            | 0            | 25    | 0      |
| Pogoń Szczecin     | 2015/2016          | Ekstraklasa        | 0     | 0      | 0            | 0            | 0     | 0      |
| Pogoń Szczecin     | 2016/2017          | Ekstraklasa        | 13    | 0      | 0            | 0            | 13    | 0      |
| Pogoń Szczecin     | 2017/2018          | Ekstraklasa        | 13    | 0      | 1            | 0            | 14    | 0      |
| Pogoń Szczecin     | 2018/2019          | Ekstraklasa        | 29    | 0      | 1            | 0            | 30    | 0      |
| Pogoń Szczecin     | 2019/2020          | Ekstraklasa        | 25    | 2      | 1            | 0            | 26    | 2      |
| Pogoń Szczecin     | 2020/2021          | Ekstraklasa        | 14    | 0      | 2            | 0            | 16    | 0      |
| Pogoń Szczecin     | 2021/2022          | Ekstraklasa        | 2     | 0      | 0            | 0            | 16    | 0      |
| Łącznie w karierze | Łącznie w karierze | Łącznie w karierze | 119   | 2      | 7            | 0            | 125   | 2      |

## Sukcesy
Pogoń Szczecin
- III miejsce w Ekstraklasie: 2020/2021